# 阎店乡
阎店乡，是中华人民共和国辽宁省大連市瓦房店市下辖的一个乡镇级行政单位。

## 行政区划
阎店乡下辖以下地区：
和平村、杨店村、闫店村、大东村、薛家村、左屯村和倪洼村。